# Андромаха (Расін)
«Андромаха» (фр. Andromaque) — трагедія на п'ять дій французького драматурга Жана Расіна. Написана Олександрійським віршем. Прем'єра «Андромахи» відбулася 17 листопада 1667 року у Луврі, в присутності Людовика XIV.

## Основні персонажі
- Андромаха — вдова Гектора, полонянка Пірра.
- Пірр — син Ахілла, цар Епіра .
- Орест — син Агамемнона.
- Герміона — дочка Єлени і царя Спарти Менелая, наречена Пірра.
- Пілад — друг Ореста.

## Сюжет
Дія відбувається в столиці Епіру після Троянської війни. Приїжджає Орест з посланням для царя Пірра: греки ображені тим фактом, що син Ахілла залишив у себе вдову Гектора і його маленького сина Астіанакса, а не вбив бранців. Втім, самого Ореста тягне до палацу Пірра не стільки обов'язок, скільки палке кохання — він шалено закоханий в Герміону, що стала нареченою царя. Орест дізнається, що відвернувшися від нього Герміона живе нещасливо, так як наречений досі «не пропонує їй ні серця, ні корони». Пірр, забувши наречену, безуспішно добивається любові Андромахи, та ж тужить за Гектором і живе лише заради сина. Пірр погрожує видати Астіанакса грекам, якщо Андромаха не змінить гнів на милість.
Орест зустрічається з Герміоною і бачить, що незважаючи на приниження, вона як і раніше кохає Пірра. Сама Герміона стверджує, що в її серці жива лише ненависть, що вона згідна виїхати з Орестом, але не може зробити цього без дозволу царя. Орест з легким серцем йде до Пірра, знаючи, що йому наречена не дорога і він відпустить Герміону. А Пірр, поза тим після розмови з Андромахою, заявляє, що вирішив віддати дитину грекам і одружитися, нарешті, на Герміоні. Орест в розпачі. Він хоче викрасти Герміону за допомогою свого друга Пілада, який добре знає палац. Герміона ж зовсім забула про нього, щаслива і вірить, що Пірр до неї повернувся.
Андромаха бачить, що цар всерйоз збирається віддати Астіанакса на смерть. Вона гамує гордість і йде просити допомоги у Герміони, потім падає на коліна перед самим Пірром. Той оголошує, що віддасть дитину, якщо Андромаха не вийде за нього сьогодні ж: "Сподіваюся стати батьком йому і чоловіком вам. А якщо ні — на страту при вас його віддам ". Андромаха змушена погодитися на весілля, а сама придумує план:
|  | нехай обіцянки царя почує храм, Перед вівтарем йому я сина передам, а життя, що його цінувать перестала, обірву я за мить, скориставшись кинджалом. |

Радісний Пірр готується до весілля, а знову відкинута Герміона жадає помсти. Вона вмовляє Ореста вбити Пірра і обіцяє після цього поїхати з ним.

Орест повертається і повідомляє, що вбив царя. Герміона вже оговталася і кляне його за «низький вчинок»: 
|  | Винен ти один, підступний задумували їм лихо! .. Вбивця гнусу мені. Сховайся з очей геть! |

Збожеволівши, вона заколюється кинджалом над тілом Пірра. З'являється друг Ореста, Пілад. Він говорить, що на них іде ціла юрба розлючених епірців під проводом Андромахи, яка «за чоловіка нового їх спонукає мстити». Орест відмовляється їхати, але дізнавшись про смерть Герміони, втрачає свідомість. Його забирає Пілад.